# Máy tính tiền

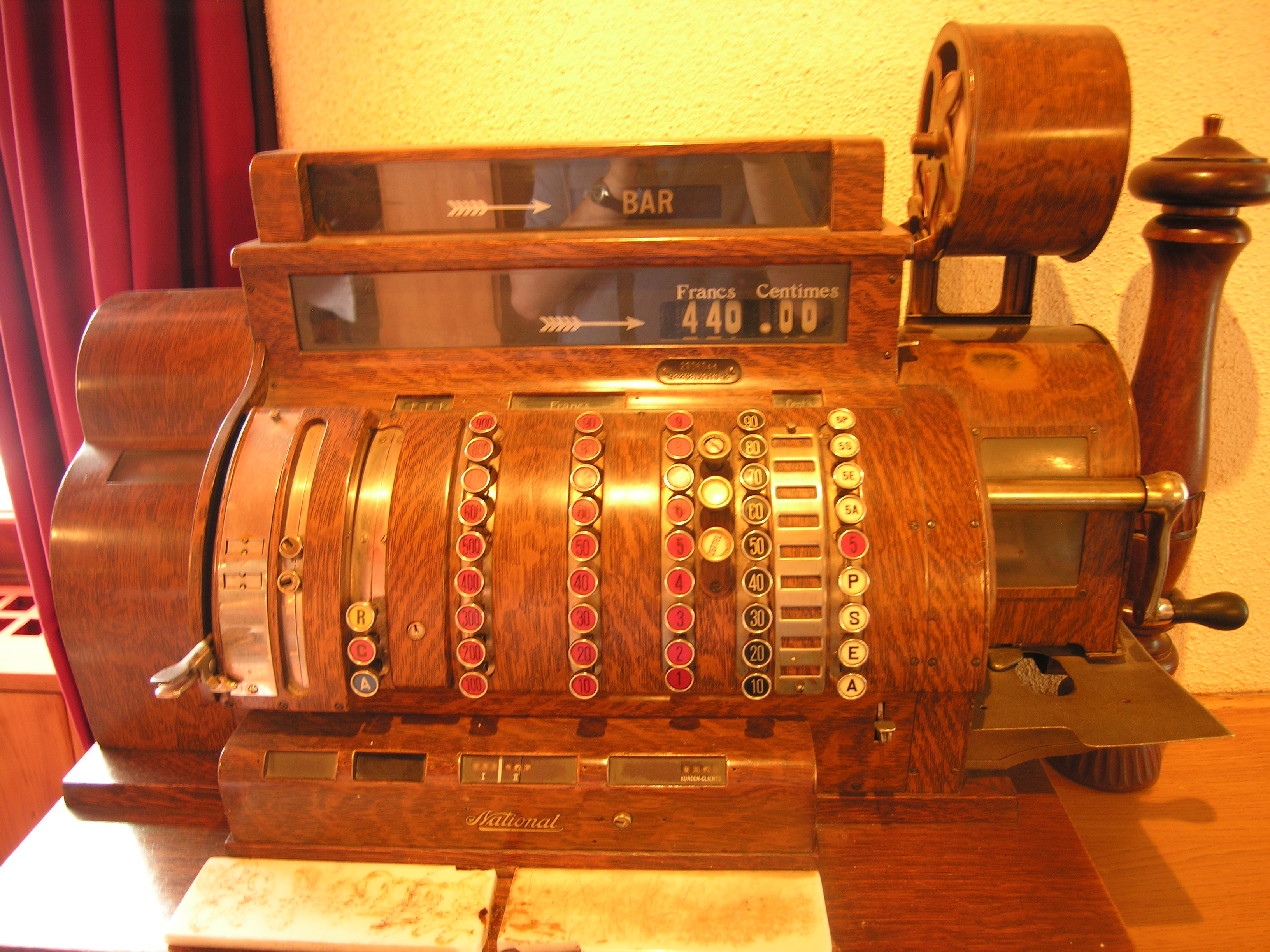
Máy tính tiền vận hành bằng tay quay kiểu cổ

Máy tính tiền hay máy thu ngân (tiếng Anh: cash register hoặc till hoặc automated money handling system) là một thiết bị cơ học hay điện tử dùng để tính tiền, lưu trữ các thao tác bán hàng, số liệu bán hàng, in hóa đơn và có thể có thêm hộp đựng tiền. Máy tính tiền đầu tiên do James Ritty sáng chế. Ngày nay, máy tính tiền điện tử được dùng rộng rãi trong các lĩnh vực thương mại với nhiều chức năng, phù hợp với các yêu cầu của môi trường làm việc của nó.

## Máy tính tiền nguyên thủy
Máy tính tiền đầu tiên được James Ritty sáng chế sau khi kết thúc nội chiến Hoa Kỳ. James Ritty, ông chủ của một khách sạn tại Dayton, Ohio, Hoa Kỳ với mục đích ngăn chặn không để nhân viên ăn cắp tiền lãi của mình, sau khi quan sát cách tính số vòng quay chân vịt của tàu hơi nước, ông đã tạo ra mẫu máy tính tiền mang tên Mẫu Ritty I  vào năm 1879. Nhờ sự giúp đỡ của John Birch, ông đã đăng ký phát minh mẫu này vào năm 1883.
Sau đó, do bận bịu cùng một lúc với hai công ty của mình, James Ritty đã bán lại toàn bộ những gì liên quan đến phát minh máy tính tiền cho Jacob H. Eckert, một doanh nhân buôn bán hàng sành sứ và thủy tinh, người đã khởi dựng công ty National Manufacturing Company. Sau khi mua lại công ty của Jacob H. Eckert vào năm 1884, John H. Patterson đã đổi tên công ty thành National Cash Register Company. John H. Patterson đã cải tiến thêm vào máy tính tiền một cuộn giấy để ghi nhận các thao tác bán hàng, và như thế ông có thể in hóa đơn cho khách hàng. Năm 1906 trong thời gian làm việc tại National Cash Register Company, nhà phát minh Charles F. Kettering đã thiết kế thêm cho máy tính tiền động cơ chạy bằng điện.

## Máy tính tiền điện tử
Máy tính tiền điện tử (tiếng Anh: electronic cash register) viết tắt là ECR thường gặp ở các trung tâm buôn bán, nhà hàng, các khu cung cấp dịch vụ. Các máy tính tiền được biết đến là các máy của các hãng Casio, IBM, Panasonic, Wincor-Nixdorf, Sharp, Toshiba...

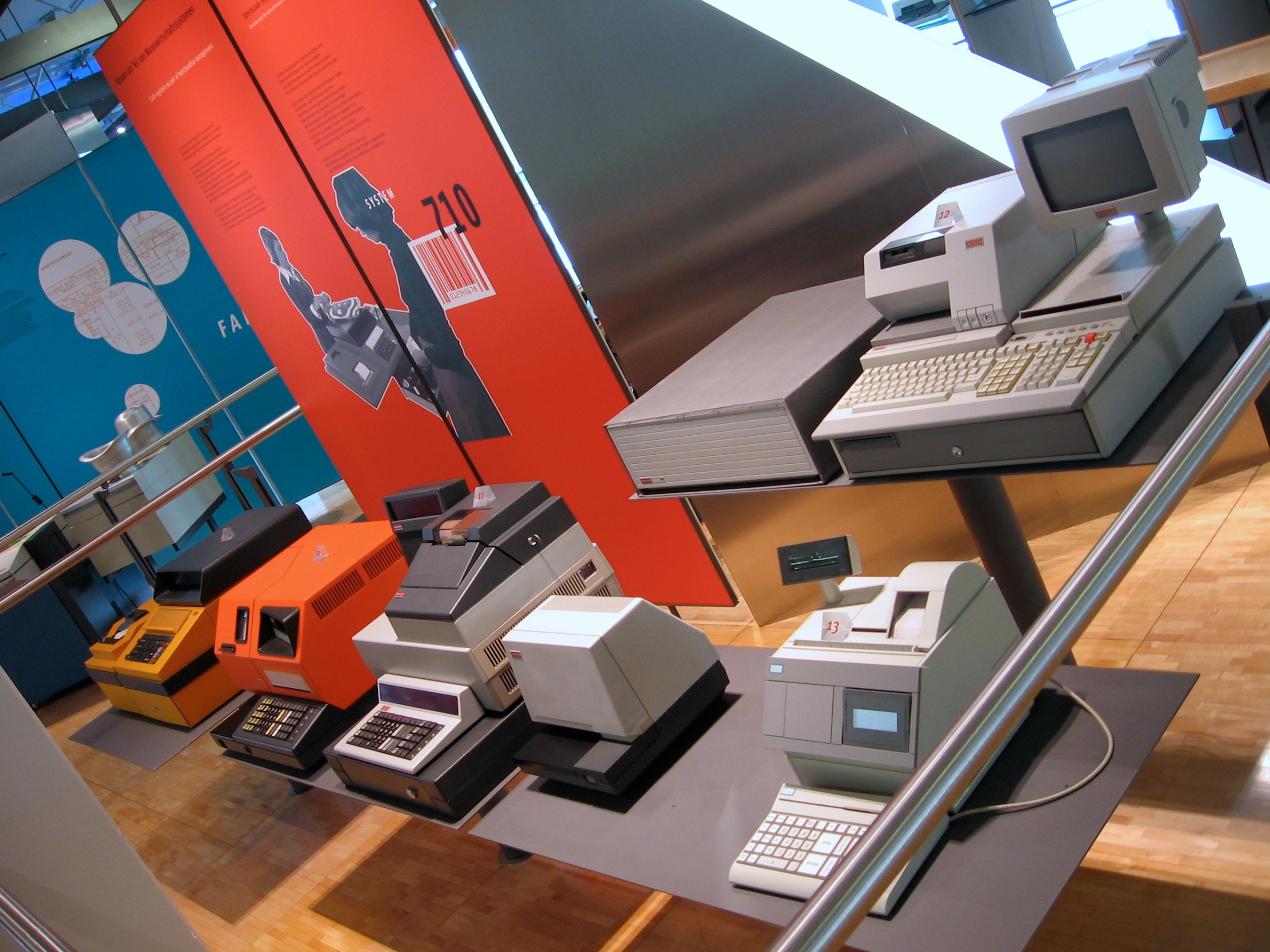
Các loại máy tính tiền hiện đại.

Máy tính tiền điện tử thường có hai phần chính: phần thân chính và các thiết bị ngoại vi cho các thao tác của người sử dụng máy tính tiền.
Phần thân chính của máy bao gồm:
- Mạch điện tử dùng để tính toán, lưu trữ các số liệu hàng hóa như giá, phân nhóm, tổng kết doanh thu theo thời gian,
- Một màn hình hiển thị cho nhân viên xử lý thao tác (gọi là máy tính tiền cảm ứng) và màn hình hiển thị cho khách,
- Phần máy in, có thể là máy in trống, máy in kim hay máy in nhiệt bao gồm 1 hoặc 2 máy in. Các máy tính tiền thông thường sử dụng máy in trống hoặc 1 máy in kim sẽ sử dụng giấy cuộn 2 liên, 1 liên xé rời giao cho khách hàng, liên kia cuộn lại để tham khảo sau này. Máy sử dụng 2 máy in kim hoặc 2 máy in nhiệt sẽ có 1 máy in hóa đơn cho khách, một máy in lưu lại. Máy sử dụng 1 máy in nhiệt thường được hỗ trợ bộ nhớ lưu bên trong mạch điện tử.
- Ổ khóa dùng để lựa chọn vị trí làm việc.
- Bàn phím dành cho nhân viên thao tác. Với các thiết bị tiên tiến sau này, bàn phím và màn hình dành cho nhân viên thường được tích hợp làm một lên màn hình cảm ứng.
- Vỏ máy có thể được niêm phong, để người sử dụng không thể tự sửa đổi các thông số về doanh nhân được các công ty hay cơ quan có chức năng thiết đặt trong phần mềm của máy tính tiền điện tử.

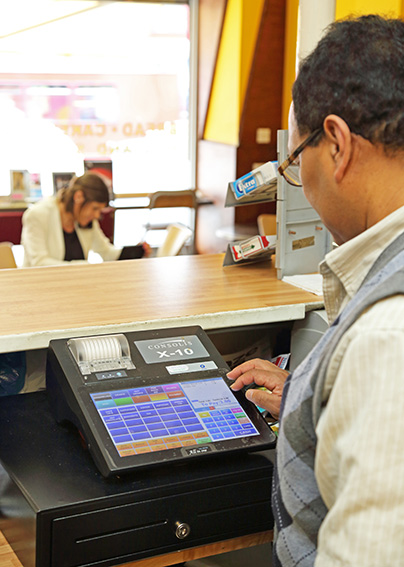
Máy tính tiền hiện đại với màn hình cảm ứng

Phần bên ngoài, ngoài bàn phím máy tính tiền còn có thể có:
- Máy đọc mã vạch,
- Máy nhận thẻ tín dụng,
- Ngăn kéo đựng tiền, có thể mở bằng chìa khóa hay bằng một phím hoặc tổ hợp phím trên bàn phím.
- Máy in hóa đơn ngoài dùng để in các hóa đơn khổ rộng hơn.
- Máy in nhà bếp để gửi các lệnh xuất hàng cho nhà bếp.

Máy tính tiền có thể làm việc độc lập hoặc làm việc liên kết với máy tính, để cung cấp liên tục lượng hàng bán được, nhờ đó người quản lý có thể biết được các biến đổi về dự trữ hàng cũng như tình trạng doanh thu tức thời của từng máy và toàn cửa hàng.
Phiếu hóa đơn dù được in khổ rộng từ máy in riêng, được nối với máy tính tiền điện tử hay được in khổ nhỏ trực tiếp từ máy tính tiền thường có các thông tin theo thông lệ hay theo quy định của luật kinh doanh.
Thông tin cố định
- ở một số quốc gia, tên doanh nhân, địa chỉ, số giấy phép kinh doanh, mã số máy tính tiền do cơ quan có chức năng cung cấp (ví dụ phòng thuế) là những thông tin bắt buộc phải có trên hóa đơn. Các thông tin này chỉ được các cơ quan có chức năng thay đổi.
- các thông tin không bắt buộc: số điện thoại, giờ mở cửa, tên nhân viên phục vụ v.v.

Thông tin mua hàng
- số lượng, giá bán, thuế, tổng số tiền hàng, giảm giá, tiền nhận, tiền thối lại
- ngày tháng, số thứ tự của hóa đơn

Trong nhiều trường hợp, người mua hàng chỉ cần dùng hóa đơn này để giải quyết các trường hợp bảo hành hàng hóa thay cho giấy bảo hành.